# Commissaire européen à la Justice

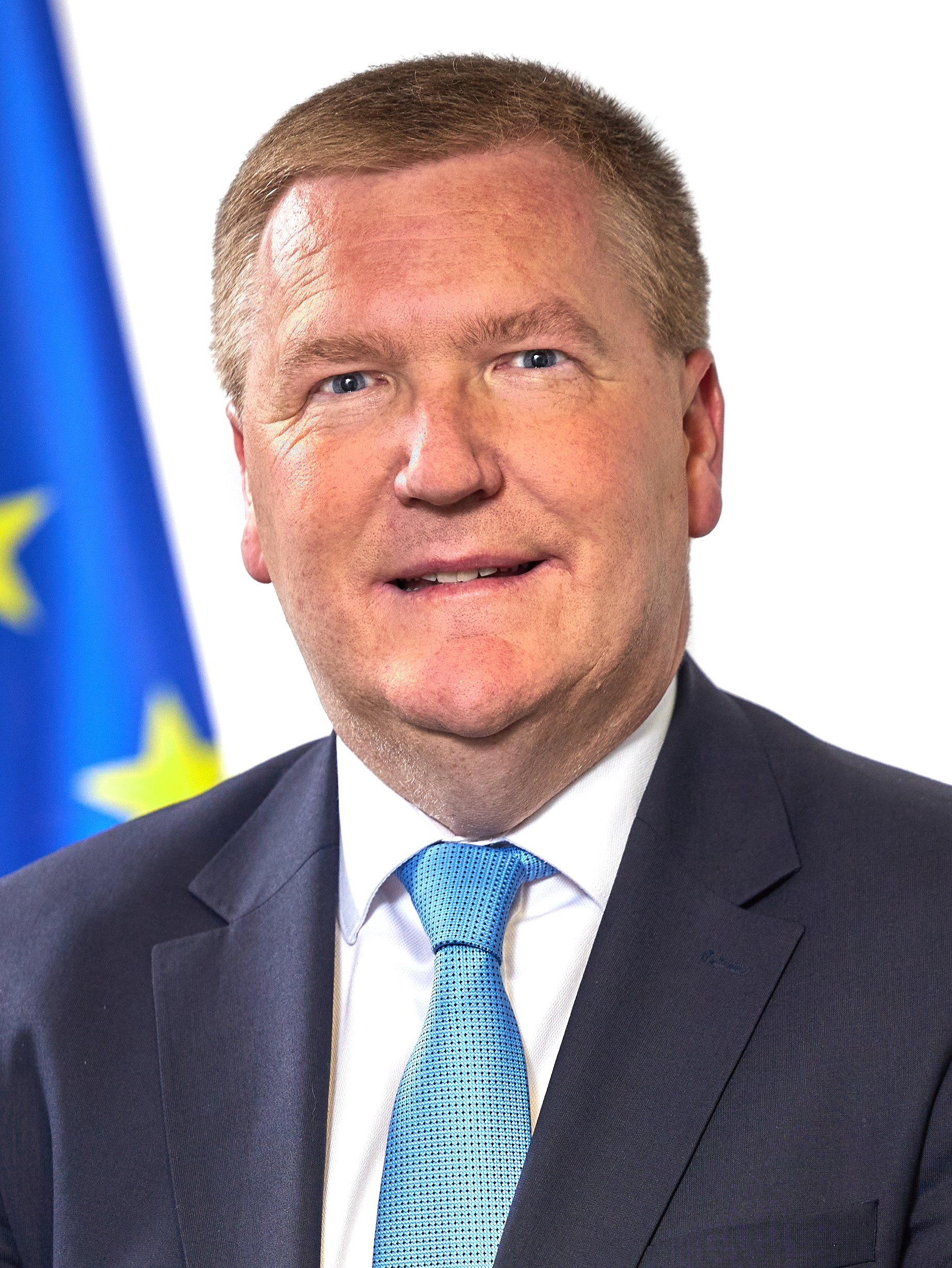
Michael McGrath, actuel commissaire à la Démocratie, à la Justice et à l'État de droit

Le commissaire européen à la Justice est un membre de la Commission européenne, actuellement Michael McGrath. 
Il succède depuis 2010  au commissaire européen à la Justice, à la Liberté et à la Sécurité, qui était chargé aussi bien de la justice et affaires intérieures, c’est-à-dire de la coopération policière et judiciaire en matière pénale, troisième pilier de l’Union européenne avant le traité de Lisbonne (2007), que de la politique de l’immigration, des droits de l’homme et de la citoyenneté.
Les attributions consacrées à la politique de sécurité sont aujourd’hui reprises par le commissaire européen à la Migration, aux Affaires intérieures et à la Citoyenneté.

## Appellations
- 1995-1999 : Immigration, Justice, Affaires intérieures, Contrôle financier, Anti-fraude et Relations avec le médiateur européen
- 1999-2004 : Justice et Affaires intérieures
- 2004-2010 : Justice, Liberté et Sécurité
- 2010-2014 : Justice, Droits fondamentaux et Citoyenneté
- 2014-2019 : Justice, Consommateurs et Égalité des genres
- 2019-2024 : Justice
- depuis 2024 : Démocratie, Justice et État de droit

## Liste des commissaires
| Commissaire à la Justice | État membre        |                                                            | Parti    | Commission | Intitulé exact du portefeuille (portefeuilles ajoutés en plus de la Justice)                                        |
| ------------------------ | ------------------ | ---------------------------------------------------------- | -------- | --- | --- |
| Anita Gradin             | Suède              |                                                            | SAP      | Commission Jacques Santer (23 janvier 1995 — 15 mars 1999)                                                                 | Immigration, Justice, Affaires intérieures, Contrôle financier, Anti-fraude et Relations avec le médiateur européen |
| Anita Gradin             | Suède              | Commission Manuel Marín (16 mars 1999 — 15 septembre 1999) | SAP      | | Immigration, Justice, Affaires intérieures, Contrôle financier, Anti-fraude et Relations avec le médiateur européen |
| António Vitorino         | Portugal           |                                                            | PS       | Commission Romano Prodi (16 septembre 1999 — 21 novembre 2004)                                                             | Justice et Affaires intérieures                                                                                     |
| Franco Frattini          | Italie             |                                                            | FI (CdL) | Commission José Manuel Barroso (1) (22 novembre 2004 — 23 avril 2008)                                                      | Justice, Liberté et Sécurité                                                                                        |
| Jacques Barrot           | France             |                                                            | UMP      | Commission José Manuel Barroso (1) (24 avril 2008 — 31 octobre 2009, pour les affaires courantes, jusqu'au 9 février 2010) | Justice, Liberté et Sécurité                                                                                        |
| Viviane Reding           | Luxembourg         |                                                            | CSV      | Commission José Manuel Barroso (2) (10 février 2010-22 octobre 2014)                                                       | Justice, Droits fondamentaux et Citoyenneté                                                                         |
| Věra Jourová             | République tchèque |                                                            | ANO 2011 | Commission Jean-Claude Juncker (22 octobre 2014-1er décembre 2019)                                                         | Justice, Consommateurs et Égalité des genres                                                                        |
| Didier Reynders          | Belgique           |                                                            | MR       | Commission Ursula von der Leyen (1) (1er décembre 2019-1er décembre 2024)                                                  | Justice |
| Michael McGrath          | Irlande            |                                                            | FF       | Commission Ursula von der Leyen (2) (Depuis le 1er décembre 2024)                                                          | Démocratie, Justice et État de droit                                                                                |

## Compléments